# Filippintrogon
Filippintrogon (Harpactes ardens) är en fågel i familjen trogoner inom ordningen trogonfåglar.

## Utseende och läte
Filippintrogonen är en rätt stor fågel med lång stjärt. Den är brun på ryggen, med tvärbandade vingar, vitt under stjärten och en gul näbb med blått längst in och blått även i bar hud runt ögat. Honan har senapsgul undersida och olivbrunt huvud, medan hanen har svart huvud, rosa bröst och röd buk. Sången består av en fallande serie som först ökar i hastighet och sedan bromsar in.

## Utbredning och systematik
Filippintrogon delas in i fem underarter:
- Harpactes ardens herberti – förekommer i norra Filippinerna (nordöstra Luzon och Marinduque
- Harpactes ardens luzoniensis – förekommer i norra Filippinerna (södra och mellersta Luzon)
- Harpactes ardens minor – förekommer på Polillo (norra Filippinerna)
- Harpactes ardens linae – förekommer i centrala Filippinerna (Bohol, Leyte och Samar)
- Harpactes ardens ardens – förekommer i södra Filippinerna (Basilan, Dinagat och Mindanao)

## Status och hot
Arten har ett stort utbredningsområde, men tros minska i antal, dock inte tillräckligt kraftigt för att den ska betraktas som hotad. Internationella naturvårdsunionen IUCN listar därför arten som livskraftig (LC).